# Coronation Honours del 1937
I Coronation Honours del 1937 furono onorificenze conferite come da tradizione nell'incoronazione di re Giorgio VI del Regno Unito nel 1937.

## Onorificenze reali

### Ordine del Cardo
- La regina

### Royal Victorian Chain
- La regina
- Regina Mary

### Royal Victorian Order (GCVO)
- Regina di Norvegia
- Mary, principessa reale
- Luisa, duchessa di Argyll
- Beatrice del Regno Unito

### Ordine dell'Impero britannico (GBE)
- Alice, duchessa di Gloucester
- Marina, duchessa di Kent
- Alice, contessa di Athlone

### Membri del Consiglio Privato
- Giorgio, duca di Kent

## Parìe

### Contee
- Vere Brabazon, conte di Bessborough, GCMG
- Claude George, conte di Strathmore e Kinghorne, KT, GCVO, TD

### Viscontee
- Sir Robert Stevenson Horne, GBE, KC, MP
- Sir Herbert Louis Samuel, GCB, GBE, MP

### Baronie
- Christopher Addison, MD, FRCS, MP
- Sir George Bowyer, Bt., MC, DL, MP
- Sir John Cadman, GCMG
- Ammiraglio della Flotta Sir Alfred Ernle Montacute Chatfield, GCB, KCMG, CVO
- Julius Salter Elias
- Colonnello John Cuthbert Denison-Pender, MP
- Sir Frederick George Penny, Bt., JP, MP
- Sir Walter Russell Rea, Bt.
- Sir John Davenport Siddeley, CBE

## Cavalieri/Dame dell'Ordine della Giarrettiera (KG/LG)
- Capitano Sua Grazia Bernard Marmaduke, Duca di Norfolk
- Henry Hugh Arthur Fitzroy, Duca di Beaufort, GCVO (cavaliere soprannumerario)
- William Thomas Brownlow, Marchese di Exeter, CMG, TD
- Claude George, conte di Strathmore e Kinghorne, KT, GCVO, TD (cavaliere soprannumerario)

## Cavalieri/Dame dell'Ordine del Cardo (KT/LT)
- Tenente-Colonnello John James Hamilton, conte di Stair, DSO
- Sir Iain Colquhoun, Bt., DSO

## Consiglieri Privati
- Edward Leslie Burgin, MP
- Sir Felix Cassel, Bt., KC
- Colonnello Sir George Loyd Courthope, Bt., MC, JP, DL, MP
- Sir Patrick Duncan, GCMG, Governatore Generale dell'Unione Sudafricana
- Isaac Foot, MP
- Visconte Galway, GCMG, DSO, OBE Governatore Generale della Nuova Zelanda
- Brigadiere Baron Gowrie, GCMG, CB, DSO, Governatore Generale dell'Australia
- Ernest Lapointe, KC
- Frederick William Pethick-Lawrence, MP
- Sir Robert William Hugh O'Neill, Bt., MP
- Lord Snell, CBE, JP, MP
- Lord Tweedsmuir, GCMG, CH, Governatore Generale del Canada

## Baronettie
- Sir Richard Dawson Bates, OBE, DL, MP
- Capitano Sir William Edge, JP, MP
- Maggiore Sir Sir George Hamilton, I baronetto, JP, MP
- Comandante Archibald Richard James Southby, JP, DL, MP
- Sir Cuthbert Sidney Wallace, KCMG, CB, FRCS, LRCP
- Sir David Milne-Watson, DL
- Sir Robert Eaton White, VD, DL

## Cavalieri
- Capitano Thomas Noel Arkell. Per servizi pubblici e politici a Swindon, Wiltshire.
- The Right Honourable Anthony Brutus Babington, K.C., M.P., Attorney-General, Northern Ireland.
- Arnold Edward Trevor Bax, Scudiero, D.Mus. Per servizi in campo musicale.
- John Bennett, Scudiero, Vice Cancelliere della Corte della Contea Palatina di Lancaster.
- Henry Berney, Scudiero, J.P., D.L. Per servizi politici e pubblici a Croydon.
- Archibald Campbell Black, Scudiero, O.B.E., K.C., Procuratore della Chiesa di Scozia dal 1935.
- Maurice Bloch, Scudiero, J.P. Per servizi politici e pubblici a Glasgow.
- Muirhead Bone, Scudiero, LL.D. Per servizi in campo artistico.
- Paul Malone Booth, Scudiero, Chairman della Management Committee del National Liberal Club. Per servizi politici e pubblici.
- William Bradshaw, Scudiero, J.P., Presidente della Co-operative Wholesale Society.
- Clement Edmund Royds Brocklebank, Scudiero, M.P., Membro del Parlamento per Fairfield, divisione di Liverpool dal 1931 e per East Nottingham dal 1924 al 1929. Per servizi politici e pubblici.
- George Frederick Clucas, Scudiero, C.B.E., Speaker of the House of Keys, Isola di Man.
- Tenente-Colonnello William Thomas Cox, D.S.O. Per servizi pubblici e filantropici.
- Robert William Dalton, Scudiero, C.M.G., His Majesty's Senior Trade Commissioner in Australia.
- Hubert Arthur Dowson, Scudiero, avvocato di Nottingham. Presidente della Law Society.
- Oscar Follett Dowson, Scudiero, C.B.E., consigliere legale dell'Home Office.
- David Rowland Evans, Esq., Segretario Generale della Liberal National Organisation. Per servizi politici e pubblici.
- Frank Fletcher, Scudiero, direttore del Marlborough College e preside della Charterhouse School.
- Colonnello Edmund Vivian Gabriel, C.S.I., C.M.G., C.V.O., C.B.E. Gentleman Usher di Sua Maestà il Re.
- Charles Granville Gibson, Scudiero, M.P., Membro del parlamento per Pudsey and Otley dal 1929. Per servizi politici e pubblici.
- Maggiore Francis William Crewe Fetherston-Godley, O.B.E., D.L., Chairman, National Executive Council of the British Legion.
- Arthur Frederick Hurst, Scudiero, D.M., F.R.C.P., Primo fisico del Guy's Hospital.
- Ernest James Johnson, Scudiero. Per servizi politici e pubblici nello Staffordshire.
- Sidney Midlane Johnson, Scudiero, Segretario della County Councils Association.
- Charles Sydney Jones, Scudiero, Pro-Cancelliere della Liverpool University. Per servizi pubblici.
- Henry Haydn Jones, Scudiero, M.P., Membro del parlamento per Merioneth dal 1910. Per meriti politici e pubblici.
- Colonnello John James Jones, V.D., J.P., D.L. Per servizi pubblici e filantropici nel Galles.
- Thomas William Miller-Jones, Scudiero. Per servizi politici e pubblici nell'East End di Londra.
- Percy John Luxton Kelland, Scudiero, M.R.C.V.S., Chief Veterinary Officer, Ministro dell'Agricoltura e della Pesca.
- Alderman Harold Vaughan Kenyon, M.B.E., J.P. Per servizi politici e pubblici nel West London.
- Robert McDougall, Scudiero, J.P. Per servizi pubblici e filantropici, in particolare nel National Trust.
- Gilbert McIlquham, Scudiero, J.P. Per servizi politici e pubblici nel Gloucestershire.
- William Marchbank Marshall, Scudiero. Per servizi politici e pubblici in Scozia.
- Commodoro Charles George Matheson, D.S.O., R.D., R.N.R. (ritirato), Commodoro, Orient Steam Navigation Company.
- Allen Mawer, Scudiero, Litt.D., F.B.A., prevosto dell'University College di Londra. Direttore del Survey of English Place Names.
- Tenente-Colonnello Thomas Cecil Russell Moore, C.B.E., M.P., Membro del parlamento per Ayr Burghs dal giugno del 1925. Per servizi politici e pubblici.
- George Morley, Scudiero, C.B.E., Chief Constable di Durham.
- Giudice Allan George Mossop, giudice della Corte Suprema di Sua Maestà per la Cina.
- John Niven, Scudiero, Chairman della Baltic Mercantile and Shipping Exchange.
- Robert Howson Pickard, Scudiero, D.Sc., Ph.D., F.R.S., F.I.C., direttore del British Cotton Industry Research Association.
- Alexander West Russell, Scudiero, M.P., Membro del parlamento per Tynemouth dal novembre del 1922. Per servizi politici e pubblici.
- Joshua Scholefield, Scudiero, K.C., Chairman della Railway Assessment Authority. Presidente della London Passenger Transport Arbitration Tribunal.
- Harry Bertram Shackleton, Scudiero, Chairman del Wool Textile Delegation. Presidente della Wool and Worsted Trades Federation.
- Maggiore Reginald Hugh Dorman-Smith, J.P., M.P., Presidente della National Farmers' Union.
- Maggiore Thomas Gabriel Lumley Lumley-Smith, D.S.O., F.S.A., Gran Segretario dei Mark Master Masons.
- Louis Saul Sterling, Scudiero. Per servizi politici e pubblici.
- John Taylor, Scudiero. Per servizi politici e pubblici a Blackburn.
- Professor D'Arcy Wentworth Thompson, C.B., D.Litt., D.Sc., LL.D., F.R.S., F.R.S.E., Professore di Storia Naturale presso l'Università di St. Andrews.
- Sylvanus Percival Vivian, Scudiero, C.B., Registrar-General in Inghilterra e Galles.
- Hugh Seymour Walpole, Scudiero, C.B.E. Per servizi alla letteratura.
- Pelham Francis Warner, Scudiero, M.B.E. Per servizi allo sport.
- Harold Beckwith Whitehouse, Scudiero, M.B., M.S., F.R.C.S., Professore presso l'Università di Birmingham.
- William Valentine Wood, Scudiero, Vice-Presidente anziano dell'esecutivo della London Midland and Scottish Railway Company.
- Capitano William Henry Laycock Wordsworth, J.P. per servizi politici e pubblici nel North Riding dello Yorkshire.

DOMINIONS.
- Henry Chapman, Scudiero, C.B.E., Residente Direttore e Gestore generale delle Rhodesian Railway Companies.
- Robert William Chapman, Scudiero, C.M.G., Professore di ingegneria presso l'Università di Adelaide, State of South Australia. Per servizi pubblici.
- William James Clemens, Scudiero, C.M.G., I.S.O., Commissario, Public Service Board, Commonwealth of Australia.
- Samuel Sydney Cohen, Scudiero. Per servizi pubblici nello Stato del Nuovo Galles del Sud.
- Maggiore Hon. Henry Alan Currie, M.C., Membro del Legislative Council, Stato di Victoria. Per servizi pubblici.
- Ernest Davis, Scudiero, Sindaco di Auckland, Dominion della Nuova Zelanda.
- Ernest Thomas Fisk, Scudiero, A.M.I.E. (Aust.). Per servizi pubblici nello Stato del Nuovo Galles del Sud.
- Charles John Boyd Norwood, Scudiero. Per servizi pubblici nel dominion di Nuova Zelanda.
- James Wallace Sandford, Scudiero. Per servizi pubblici nel Commonwealth d'Australia.
- Hon. Alexander George Wales, J.P., Lord Mayor di Melbourne, Stato di Victoria.

INDIA.
- S.M. il diwan Bahadur Subbarayalu Kumaraswami Reddiyar Avargal, poi Ministro dell'Educazione e della Sanità Pubblica del governatore di Madras.
- Il rao Bahadur Chaudhuri Chhotu Ram, membro dell'Assemblea Legislativa del Punjab, Ministro per lo Sviluppo del governatore del Punjab.
- Idwal Geoffrey Lloyd, Scudiero, C.S.I., Indian Civil Service (ritirato), poi Membro del Consiglio Esecutivo del governatore di Burma.
- Robert Ernest Jack, Scudiero, Indian Civil Service, Giudice Puisne dell'Alta Corte della Giudicatura di Fort William nel Bengala.
- Kenneth William Barlee, Scudiero, Barrister-at-Law, Indian Civil Service, Giudice Puisne dell'Alta Corte della Giudicatura di Bombay.
- John Gibb Thorn, Scudiero, D.S.O., M.C., Giudice Puisne dell'Alta Corte delle Giudicatura di Allahabad, Province Unite.
- Frederick Louis Grille, Scudiero, Barrister-at-Law, Indian Civil Service, Giudice Puisne dell'Alta Corte della Giudicatura di Nagpur, Province Centrali.
- George Richard Frederick Tottenham, Scudiero, C.S.I., C.I.E., Indian Civil Service, poi Segretario del Governo Indiano nel Dipartimento della Difesa.
- Theodore James Tasker, Scudiero, C.I.E., O.B.E., Indian Civil Service, Revenue e Police Member del Governo del Nizam di Hyderabad a Deccan.
- Kenneth Mclntyre Kemp, Scudiero, Barrister-at-Law, J.P., Avvocato generale a Bombay.
- Brigadiere Harold John Couchman, D.S.O., M.C., R.E., Surveyor-General of India.
- John Nesbitt Gordon Johnson, Scudiero, C.S.I., C.I.E., Indian Civil Service, poi Commissario Capo di Delhi.
- Seth Haji Abdoola Haroon, Membro dell'Assemblea Legislativa Centrale.
- Colonnello Arthur Olver, C.B., C.M.G., F.R.C.V.S., F.N.L, Royal Army Veterinary Corps (ritirato), Consigliere Espero dell'Animal Husbandry dell'Imperial Council of Agricultural Research.
- Colonnello Edward Hearle Cole, C.B., C.M.G., Indian Army (ritirato), possidente terriero a Okara Punjab.
- Thomas Howard Elderton, Scudiero, Consigliere della Società del Porto di Calcutta nel Bengala.
- Frank Birley, Scudiero, Membro del Consiglio Legislativo di Madras, direttore della Best & Co., Ltd. di Madras.
- David Burnett Meek, Scudiero, C.I.E., O.B.E., Indian Educational Service, Commissario per il commercio indiano a Londra.
- Frank Herbert Brown, Scudiero, C.I.E., Segretario onorario dell'East India Association, Londra.
- Vivian Everard Donne Jarrad, Scudiero, agente della Bengal-Nagpur Railway.
- Narayan Vishvanath Mandlik, Scudiero, avvocato di Bombay.

COLONIE, PROTETTORATI, ECC.
- Wytialingam Duraiswamy, Scudiero, Speaker del Consiglio di Stato di Ceylon.
- Vandeleur Molyneux Grayburn, Scudiero. Per meriti pubblici ad Hong Kong.
- Arthur Edwin Horn, Scudiero, C.M.G., M.D., M.R.C.P., Fisico consultore del Colonial Office.
- George Frederick Huggins, Scudiero, O.B.E. Per meriti pubblici a Trinidad.
- Charles Ewan Law, Scudiero, Servizio Legale Coloniale, Capo Giustiziere di Zanzibar.
- George William Arthur Trimmer, Scudiero, M.I.C.E., M.I.M.E., M.Inst.T., Consigliere e Direttore Generale dei porti di Singapore e Penang.
- Armigel de Vins Wade, Scudiero, C.M.G., O.B.E., Servizio Amministrativo Coloniale, Segretario Coloniale in Kenya.

## Ordine del Bagno

### Cavalieri/Dame di Gran Croce (GCB)

#### Militari
- Generale Sir John Theodosius Burnett-Stuart, KCB, KBE, CMG, DSO
- Generale Sir Hubert de la Poer Gough, GCMG, KCB, KCVO
- Air Chief Marshal Sir John Miles Steel, KCB, KBE, CMG

#### Civili
- Sir Isaac Alfred Isaacs, GCMG, Governatore Generale dell'Australia
- Sir Horace John Wilson, GCMG, KCB, CBE

### Cavalieri/Dame Comandanti (KCB/DCB)

#### Militari
- Vice-Ammiraglio Sir Geoffrey Blake, CB, DSO
- Vice-Ammiraglio Sir Alexander Ramsay, KCVO, CB, DSO
- Tenente-General Sir Robert Gordon-Finlayson, CB, CMG, DSO
- Tenente-General Sir John Dill, CB, CMG, DSO
- Tenente-General Sir Henry Karslake, KCSI, CB, CMG, DSO
- Maggiore-Generale Sir Roger Wilson, CB, DSO, MC
- Maresciallo dell'Aria Sir Wilfrid Freeman, CB, DSO, MC

#### Civili
- Tenente-Colonnello George Augustus Anson, CBE, MVO
- John Donald Balfour Furgusson, CB
- Edgar John Forsdyke, FSA
- Sir Thomas Robert Gardiner, KBE
- Edward Mellanby, FRCP, FRS
- Sir James Rae[2]
- Sir Godfrey John Vignoles Thomas, Bt., KCVO, CSI
- Sir Gerald Woods Wollaston, KCVO

### Compagni (CB)

#### Militari
- Contrammiraglio Francis Thomas Butler Tower, OBE
- Contrammiraglio Alfred Englefield Evans, OBE
- Contrammiraglio John Henry Dacres Cunningham, MVO
- Contrammiraglio Edward Rupert Drummond, MVO
- Contrammiraglio Herbert Fitzherbert, CMG
- Ingegnere Contrammiraglio Augustus George Crousaz
- Chirurgo Contrammiraglio Guy Leslie Buckeridge, OBE, MRCS, LRCP, KHS
- Paymaster Contrammiraglio Arthur Foster Strickland, OBE
- Arcidiacono Arthur Deane Gilbertson, OBE
- Colonnello comandante Alan George Barwys Bourne, DSO, MVO
- Capitano Arthur Goodall Maundrell, CIE, RIN
- Maggiore generale Osburne Ievers, DSO
- Maggiore generale Francis Stewart Gilderoy Piggott, DSO
- Maggiore generale Henry Marrian Joseph Perry, OBE
- Maggiore generale Algernon Philip Yorke Langhorne, DSO, MC
- Maggiore generale Ernest Cyril Gepp, DSO
- Maggiore generale Viscount Gort, VC, CBE, DSO, MVO, MC
- Maggiore generale Ernest Ker Squires, DSO, MC
- Maggiore generale Basil Alexander Hill, DSO
- Maggiore generale Maxwell Spieker Brander, OBE
- Maggiore generale Donald Kenneth McLeod, DSO
- Maggiore generale William Haywood Hamilton, CIE, CBE, DSO, FRCS
- Maggiore generale John Evelyn Duigan, DSO, MC
- Maggiore generale Henry Augustus Lewis, CBE
- Colonnello Arthur Francis Gore Perry Knox-Gore, DSO
- Colonnello Robert Ferguson Lock
- Colonnello Christopher George Ling, DSO, MC
- Colonnello James Aubrey Smith, CMG
- Vice-Maresciallo dell'Aria Arthur Sheridan Barratt, C.M.G., M.C., Royal Air Force.
- Vice-Maresciallo dell'Aria Ernest Leslie Gossage, D.S.O., M.C., Royal Air Force.
- Commodoro dell'Aria Albert Victor John Richardson, O.B.E., M.B., B.Ch., D.P.H., K.H.S., Royal Air Force.

#### Civili
- Charles Seymour Wright, OBE, MC
- Maggiore generale Henry Augustus Lewis, C.B.E. (poi della Royal Artillery), Direttore dell'Artiglieria del War Office.
- Colonnello onorario George, barone Rochdale, Presidente della Territorial Army e dell'Air Force Association della contea del Middlesex.
- Colonnello onorario Sir Henry William Cameron-Ramsay-Fairfax-Lucy, Bt., Consigliere della Territorial Army e dell'Air Force Association della contea di Warwick.
- Colonnello, M.C., T.D., Territorial Army, comandante della 125ª (Lancashire Fusiliers) brigata di fanteria.
- David Randall Pye, Scudiero, M.A., Sc.D., M.I.Mech.E., F.R.Ae.S., Direttore della Ricerca Scientifica del Ministero dell'Aria.

## Order of Merit (OM)
- Tenente-Generale Lord Baden-Powell, GCMG, GCVO, KCB

## Ordine della Stella d'India

### Cavalieri Gran Comandanti (GCSI)
- il Maharaja di Jind, GCIE, KCSI

### Cavalieri Comandanti (KCSI)
- Kanwar Sir Jagdish Prasad, CSI, CIE, OBE
- Sir Muhammad Zafarullah Khan
- Mir Sir Muhammad Nazim Khan, il Mir di Hunza, KCIE

## Ordine di San Michele e San Giorgio

### Cavalieri di Gran Croce (GCMG)
- Sir William Henry Clark, KCSI, KCMG – Alto Commissario di Sua Maestà per Basutoland, per il protettorato del Bechuanaland e dello Swaziland.
- Sir Robert Randolph Garran, KCMG, KC. Per meriti pubblici nel Commonwealth d'Australia.
- The Right Honourable Sir Michael Myers, KCMG – Capo Giustiziere di Nuova Zelanda.

### Cavalieri Comandanti (KCMG)
- Sir David Thomas Chadwick, CSI, CIE – Segretario della Commissione Economica Imperiale del Consiglio Esecutivo dell'Imperial Agricultural Bureaux.
- The Honourable Sir Frederick Wollaston Mann, LLM – Vice Governatore e Capo Giustiziere dello Stato di Victoria.
- Algernon Phillips Withiel Thomas – Professore emerito dell'Università di Auckland University, Nuova Zelanda. Per meriti nel campo dell'educazione.

## Royal Victorian Order

### Dame di Gran Croce (GCVO)
- Evelyn Emily Mary, Duchess of Devonshire.
- Nina Cecilia, Countess of Strathmore and Kinghorne.

### Cavalieri di Gran Croce (GCVO)
- Gilbert, conte di Ancaster.
- Feldmaresciallo Sir William Riddell Birdwood, Bt., G.C.B., G.C.S.L, G.C.M.G., C.I.E., D.S.O.
- Tenente-Generale Sir George Sidney Clive, K.C.B., C.M.G., D.S.O.
- Vice Maresciallo dell'Aria Sir Philip Woolcott Game, G.B.E., K.C.B., K.C.M.G., D.S.O.
- Maggiore The Right Honourable Sir Alexander Henry Louis Hardinge, K.C.B., C.V.O., M.C.
- The Most Reverend e Right Honourable Cosmo Gordon Lang, D.D., Arcivescovo di Canterbury.
- The Right Honourable Sir John Allsebrook Simon, G.C.S.I., K.C.V.O., O.B.E., K.C., M.P.

### Dame Comandanti (DCVO)
- Lady Helen Cynthia Colville.
- Lady Helen Violet Graham.

### Cavalieri Comandanti (KCVO)
- Maggiore James Ulick Francis Canning Alexander, C.M.G., C.V.O., O.B.E.
- Colonnello Sir John Atkins, K.C.M.G., M.B., F.R.C.S.
- George Nevile Maltby Bland, Esq., C.M.G.
- Maggiore generale Bertram Norman Sergison-Brooke, C.B., C.M.G., D.S.O.
- The Honourable Gerald Henry Crofton Chichester, C.V.O.
- Brigadiere generale Sir Smith Hill Child, Bt., C.B., C.M.G., C.V.O., D.S.O.
- Arthur William Steuart Cochrane, Scudiero, C.V.O.
- Sir Henry Walford Davies, C.V.O., O.B.E., Mus.Doc.
- Maggiore generale Alan John Hunter, C.B., C.M.G., D.S.O., M.C.
- Robert Uchtred Eyre Knox, Scudiero, C.V.O., D.S.O.
- Edward Howard Marsh, Scudiero, C.B., C.M.G., C.V.O. (11 febbraio 1937).
- George Frederic Still, Scudiero, M.D., F.R.C.P.
- Tenente-Colonnello Sir Hugh Stephenson Turnbull, K.B.E.

### Comandanti (CVO)
- Colin Mackenzie Black, Scudiero, W.S.
- The Honourable Lettice, Mrs. Geoffrey Bowlby.
- Ernest Bullock, Scudiero, Mus.Doc., F.R.C.O.
- Osmund Somers Cleverly, Scudiero
- James Eggar, Scudiero, C.B.E.
- Colonnello Lancelot Merivale Gibbs, D.S.O., M.C.
- The Honourable Arthur Jared Palmer Howard.
- Eric Cyril Egerton Leadbitter, Esq.
- Tenente-Colonnello the Honourable Piers Walter Legh, C.M.G., C.I.E., M.V.O., O.B.E.
- Brigadiere generale Robert Chaine Alexander McCalmont, D.S.O.
- Percy Metcalfe, Scudiero
- Colonnello William Kenyon Mitford, C.M.G.
- Owen Frederick Morshead, Esq., D.S.O., M.V.O., M.C.
- Tenente Colonnello Walter Gordon Neale, C.I.E.
- Tenente Colonnello Terence Edmund Gascoigne Nugent, M.V.O., M.C.
- Maggiore Ronald Thomas Stanyforth, M.V.O., M.C.
- John Everard Stephenson, Scudiero, O.B.E.
- Norman Richard Coombe Warwick, Scudiero, M.V.O., O.B.E.
- Miss Edith Margaret Watson, C.B.E.
- Miss Dorothy Yorke.

### Membri di IV classe (LVO)
- Charles Lambert Bayne, Scudiero.
- Miss Catherine Black, M.B.E., R.R.C.
- Tenente the Honourable Thomas William Edward Coke.
- Miss Rosina Davies, M.B.E., A.R.R.C.
- Cyril Frederick Gamon, Scudiero.
- Maggiore Norman Wilmhurst Gwatkin.
- Maggiore George Frederick Thomas Hopkins, M.V.O., M.C.
- Miss Cicely Howland, O.B.E.
- Lionel Logue, Scudiero.
- John Lowther, Scudiero.
- Ivison Stevenson Macadam, Scudiero, C.B.E.
- Charles Johns Mole, Scudiero, M.B.E.
- Capitano Hugh Donald Ross, M.C.
- Capitano Roy Dugdale Salmon, M.C.
- Maggiore Christopher Ronald Spear, M.C.
- Henry Austin Strutt, Scudiero.
- Tenente Colonnello Edward John Patteson Travis Walker, O.B.E.

### Membri di V classe (MVO)
- William Arthur Chadwick, Scudiero
- Alfred William Evans, Scudiero
- Miss Helen Louisa Gardiner.
- Henry William Francis Godley, Scudiero
- William Rose Jarvis, Scudiero
- Joseph Walter Jones, Scudiero
- John Thomas Lincoln Kendle, Scudiero
- Herbert William Kirk, Scudiero
- Charles Philip Waters, Scudiero

## Ordine dell'Impero britannico

### Cavaliere di Gran Croce (GBE)
Militari
- Ammiraglio Sir Frederic Charles Dreyer, K.C.B., C.B.E.
- Generale Sir Archibald Rice Cameron, K.C.B., C.M.G., Colonnello dei Black Watch (Royal Highland Regiment), poi Generale comandante in capo dello Scottish Command, e Governatore del Castello di Edimburgo.

Civili
- Sir Ernest John Strohmenger, K.B.E., C.B., poi Consigliere dell'Unemployment Assistance Board.
- Tenente Colonnello S.A. Fakhr-ud-Daulah Nawab Sir-Muhammad Iftikhar Ali Khan Bahadur, Saulat Jang, K.C.I.E., Nawab di Jaora, India centrale.

### Dame di Gran Croce (GBE)
Civili
- Enid Muriel, Mrs. Lyons. Per servizi pubblici nel Commonwealth d'Australia.

### Dame Comandanti (DBE)
Civili
- Mary, Mrs. Graham Browne, (Miss Marie Tempest). Per servizi sul palcoscenico.
- Geraldine Southall, Mrs. Cadbury, J.P. Per servizi pubblici e filantropici a Birmingham.
- Ellen Frances, Mrs. Pinsent, C.B.E., poi Commissario della Board of Control.
- Miss Violet Edith Wills. Per servizi pubblici e filantropici.
- Edith Muriel, Lady Anderson. Per servizi pubblici e sociali nel Newfoundland e nell stato del Nuovo Galles del Sud.
- Margaret, baronessa Strickland. Per servizi filantropici a Malta.

### Cavalieri Comandanti (KBE)
Militari
- Vice Ammiraglio Henry John Studholme Brownrigg, C.B., D.S.O.
- Vice Ammiraglio James Murray Pipon, C.B., C.M.G., M.V.O., O.B.E.
- Maggiore Generale Horace de Courcy Martelli, C.B., D.S.O., poi Royal Artillery, Vice Governatore e Comandante delle truppe del Distretto del Jersey.
- Maggiore Generale Edward Nicholson Broadbent, C.B., C.M.G., D.S.O., poi The King's Own Scottish Borderers, Vice Governatore e Comandante delle truppe dei Distretti di Guernsey e Alderney.
- Maggiore Generale William James Norman Cooke-Collis, C.B., C.M.G., D.S.O., poi dei Royal Ulster Rifles, Generale comandante del distretto dell'Irlanda del Nord.
- Maggiore Generale Andrew Jameson McCulloch, C.B., D.S.O., D.C.M., Colonnello dell'Highland Light Infantry - (City of Glasgow Regiment), Comandante della 52ª (Lowland) Divisione, Scottish Command, poi Generale comandante delle truppe a Malta.
- Vice Maresciallo dell'Aria Alfred William Iredell, C.B., M.R.C.S., L.R.C.P., K.H.P., Royal Air Force.

Civili
- James Sidney Barnes, Scudiero, C.B., O.B.E., Vice Segretario dell'Ammiragliato.
- Gerald Bain Canny, Scudiero, C.B., Vice Consigliere del Board of Inland Revenue.
- Evelyn John Maude, Scudiero, C.B., Vice Segretario del Ministero della Salute.
- James Stirling Ross, Scudiero, C.B., C.B.E., Vice Segretario del Ministero dell'Aviazione.
- Robert Vaughan, Scudiero. Per servizi politici e pubblici nel Merionethshire.
- George Bernard Lomas-Walker, Scudiero. Per servizi politici e pubblici nel West Riding dello Yorkshire.
- Henry Herbert Couzens, Scudiero, suddito britannico residente a Rio de Janeiro.
- Colonnello John Chappell Ward, C.M.G., C.I.E., D.S.O., M.B.E., Direttore del Porto di Basra e Direttore della Navigazione del Governo Iracheno.
- The Honourable John Richards Harris, M.D., Ministro dell'Istruzione Pubblica e della Salute Pubblica dello Stato di Victoria, Australia.
- Sir James Gordon McDonald, O.B.E. Per servizio meritevole nella Rodesia meridionale.
- John Sanderson, Scudiero. Per servizi nel Commonwealth d'Australia.
- Sir Navroji Bapuji Saklatvala, C.I.E., Direttore della Tata Sons, Ltd. a Bombay.
- Rao Bahadur Madhorao Ganesh Deshpande, C.B.E., Consigliere e Direttore della Central Provinces and Berar Provincial Co-operative Bank, Ltd., Nagpur, Province centrali.
- Nana Osei Agyeman Prempeh II, Asantehene, Costa d'Oro.
- Raja Abdul Aziz ibni al-marhum Raja Musa, raja muda di Perak (onorario)
- S.A. Daudi Chwa, K.C.M.G., Kabaka di Buganda (onorario)
- His Highness Tengku Ismail, tengku mahkpta di Johore (onorario)